# 南湖街道 (沈阳市)
南湖街道，是中华人民共和国辽宁省沈阳市和平区下辖的一个乡镇级行政单位。

## 行政区划
南湖街道下辖以下地区：
彩塔街社区、保安寺社区、文化路社区、中科院社区、三好街社区、文安路社区、东大社区、新世界花园一社区、新世界花园二社区、新世界花园三社区、迎湖园社区、世茂社区和五里河街社区。